# Neoton Família
Neoton Família (também conhecida em alguns países como Newton Family) é uma banda pop húngara com carreira de várias décadas e diversas mudanças na formação. Mais ativos entre os anos 1977 a 1989, lançaram álbuns e singles e fizeram turnês em 25 países estrangeiros, incluindo Alemanha, França, Espanha, Holanda , Itália, Brasil, Argentina, México, Canadá, Cuba, Japão, Índia, Coréia do Sul. De 1979 a 1989, a banda vendeu mais de 6 milhões de discos na Hungria e cerca de 1,5 milhão de discos em outros países e assume esse indicador em segundo lugar, atrás da famosa banda Omega.